# Éréthisme mercuriel
L'éréthisme mercuriel, également connu sous le nom d'erethismus mercurialis, est un trouble neurologique qui affecte l'ensemble du système nerveux central, ainsi qu'un complexe de symptômes, dérivé d'un empoisonnement au mercure. L'éréthisme se caractérise par des changements de comportement tels que l'irritabilité, le manque de confiance en soi, la dépression, l'apathie, la timidité,, et dans certains cas extrêmes d'exposition prolongée aux vapeurs de mercure, par le délire, des changements de personnalité et des pertes de mémoire. Les personnes atteintes d'éréthisme ont souvent des difficultés à avoir des interactions sociales. Les problèmes physiques associés peuvent inclure une diminution de la force physique, des maux de tête, des douleurs générales et des tremblements après une exposition au mercure métallique ainsi qu'un rythme cardiaque irrégulier.
Le mercure est un élément que l'on trouve dans le monde entier dans le sol, les roches et l'eau. Les personnes atteintes d'éréthisme sont souvent exposées au mercure dans le cadre de leur travail. Les emplois à haut risque comprennent la construction, le travail industriel et le travail en usine. Certaines formes élémentaires et chimiques du mercure (vapeur, méthylmercure, mercure inorganique) sont plus toxiques que d'autres. Le fœtus humain et les personnes médicalement fragiles (par exemple, les patients souffrant de problèmes pulmonaires ou rénaux) sont les plus sensibles aux effets toxiques du mercure.
L'intoxication au mercure peut également se produire en dehors des expositions professionnelles, notamment à la maison. L'inhalation de vapeurs de mercure peut provenir de rituels culturels et religieux où le mercure est saupoudré sur le sol d'une maison ou d'une voiture, brûlé dans une bougie ou mélangé à un parfum.
En raison de l'utilisation répandue et des inquiétudes des populations, le risque de toxicité entraîné par la présence de mercure dans les amalgames dentaires a été étudié de manière exhaustive. Il a été démontré de manière concluante que le risque est faible. En 2020, l'Agence américaine des produits alimentaires et médicamenteux a cependant publié de nouvelles directives concernant les populations à risque préconisant d'éviter les amalgames au mercure.
Historiquement, l'éréthisme mercuriel était courant chez les fabricants de chapeaux en feutre de la vieille Angleterre qui étaient exposés à long terme aux vapeurs du mercure qu'ils utilisaient pour stabiliser la laine dans un processus appelé feutrage, où les poils étaient coupés dans la peau d'un animal tel qu'un lapin. Les travailleurs industriels étaient également couramment exposés aux vapeurs de mercure.

## Signes et symptômes
L'exposition aiguë au mercure donne lieu à des réactions psychotiques telles que le délire, les hallucinations et les tendances suicidaires. L'exposition professionnelle entraîne un éréthisme caractérisé par une irritabilité, une excitabilité, une timidité excessive et une insomnie comme principales caractéristiques d'une perturbation fonctionnelle de grande ampleur. En cas d'exposition continue, un tremblement fin se développe, impliquant d'abord les mains et s'étendant ensuite aux paupières, aux lèvres et à la langue, provoquant des spasmes musculaires violents dans les cas les plus graves. Le tremblement se reflète dans l'écriture qui a un aspect caractéristique. Dans les cas les plus légers, l'éréthisme et le tremblement régressent lentement sur une période de plusieurs années après la fin de l'exposition. Une diminution de la vitesse de conduction nerveuse chez les travailleurs exposés au mercure a été démontrée. On a constaté que l'exposition à long terme à de faibles niveaux est associée à des symptômes moins prononcés d'éréthisme, caractérisés par la fatigue, l'irritabilité, la perte de mémoire, des rêves vifs et la dépression (OMS, 1976).
« L'homme affecté est facilement contrarié et embarrassé, perd toute joie de vivre et vit dans la crainte constante d'être licencié de son travail. Il a un sentiment de timidité et peut perdre le contrôle de lui-même devant des visiteurs. Ainsi, si l'on s'arrête pour observer un tel homme dans une usine, il jettera parfois ses outils et se retournera avec colère contre l'intrus, affirmant qu'il ne peut pas travailler s'il est observé. Parfois, un homme est obligé d'abandonner son travail parce qu'il ne peut plus recevoir d'ordres sans perdre son sang-froid ou, s'il s'agit d'un contremaître, parce qu'il n'a plus de patience avec les hommes sous ses ordres. La somnolence, la dépression, les pertes de mémoire et l'insomnie peuvent survenir, mais les hallucinations, les délires et la manie sont rares. »
Le symptôme le plus caractéristique, bien qu'il soit rarement le premier à apparaître, est le tremblement mercuriel. Il n'est ni aussi fin ni aussi régulier que celui de l'hyperthyroïdie. Il peut être interrompu toutes les quelques minutes par des mouvements saccadés grossiers. Il commence généralement dans les doigts, mais les paupières, les lèvres et la langue sont touchées très tôt. Au fur et à mesure qu'elle progresse, elle gagne les bras et les jambes, si bien qu'il devient très difficile pour un homme de se déplacer dans l'atelier et qu'il faut parfois le guider jusqu'à son banc. A ce stade, l'affection est si évidente qu'elle est connue du profane sous le nom de « tremblements du chapelier ».
Les effets d'une exposition professionnelle chronique au mercure, comme celle que subissent couramment les chapeliers affectés, comprennent la confusion mentale, les troubles émotionnels et la faiblesse musculaire. Des lésions neurologiques graves et des lésions rénales peuvent également se produire. Les signes et les symptômes peuvent comprendre des doigts rouges, des orteils rouges, des joues rouges, des sueurs, une perte d'audition, des saignements des oreilles et de la bouche, la perte d'appendices comme les dents, les cheveux et les ongles, un manque de coordination, une mauvaise mémoire, la timidité, l'insomnie, la nervosité, des tremblements et des vertiges. Une enquête menée auprès de chapeliers américains exposés a révélé une symptomatologie principalement neurologique, y compris des tremblements intentionnels. Après une exposition chronique aux vapeurs de mercure, les chapeliers avaient tendance à développer des traits psychologiques caractéristiques, tels qu'une timidité pathologique et une irritabilité marquée.